# Diocesi di Cibale
La diocesi di Cibale (in latino: Dioecesis Cibaliensis) è una sede soppressa e sede titolare della Chiesa cattolica.

## Storia
Poco o nulla si conosce di questa antica diocesi della Pannonia romana, suffraganea dell'arcidiocesi di Sirmio e corrispondente alla città di Vinkovci in Croazia.
Benché non ci siano prove certe dell'esistenza di un episcopato, non si può escludere che Cibale sia stata una sede episcopale. A lungo si è attribuito a questa diocesi il vescovo Eusebio, menzionato negli atti del martirio del lettore di Cibale san Pollione, entrambi condannati a morte durante le persecuzioni all'epoca dell'imperatore Diocleziano (inizio IV secolo). Jacques Zeiller ha dimostrato che, nella redazione del martirologio geronimiano, si è confuso il martire Eusebio di Nicomedia con un presunto vescovo martire di Cibale.
Dal 2009 Cibale è annoverata tra le sedi vescovili titolari della Chiesa cattolica; dal 30 novembre 2009 l'arcivescovo, titolo personale, titolare è Nikola Eterović, nunzio apostolico in Germania.

## Cronotassi

### Vescovi
- Sant'Eusebio ? † (IV secolo)

### Vescovi titolari
- Nikola Eterović, dal 30 novembre 2009